# إميلي رود
إميلي رود هي ممثلة أمريكية ولدت في 24 فبراير 1993.

## روابط خارجية
- إميلي رود على موقع IMDb (الإنجليزية)
- إميلي رود على موقع قاعدة بيانات الفيلم (الإنجليزية)